# Fierville-Bray
Fierville-Bray és un municipi francès situat al departament de Calvados i a la regió de Normandia. L'any 2007 tenia 462 habitants.

## Demografia

### Població
El 2007 la població de fet de Fierville-Bray era de 462 persones. Hi havia 160 famílies de les quals 20 eren unipersonals (4 homes vivint sols i 16 dones vivint soles), 52 parelles sense fills, 80 parelles amb fills i 8 famílies monoparentals amb fills.
La població ha evolucionat segons el següent gràfic:
Habitants censats

### Habitatges
El 2007 hi havia 176 habitatges, 162 eren l'habitatge principal de la família, 5 eren segones residències i 9 estaven desocupats. 168 eren cases i 6 eren apartaments. Dels 162 habitatges principals, 136 estaven ocupats pels seus propietaris, 23 estaven llogats i ocupats pels llogaters i 3 estaven cedits a títol gratuït; 2 tenien dues cambres, 17 en tenien tres, 30 en tenien quatre i 113 en tenien cinc o més. 144 habitatges disposaven pel capbaix d'una plaça de pàrquing. A 43 habitatges hi havia un automòbil i a 111 n'hi havia dos o més.

### Piràmide de població
La piràmide de població per edats i sexe el 2009 era:
| Homes | Edats   | Dones |
| ----- | ------- | ----- |
| 0     | 95 o +  | 0     |
| 0     | 90 a 94 | 4     |
| 4     | 85 a 89 | 0     |
| 4     | 80 a 84 | 4     |
| 4     | 75 a 79 | 4     |
| 0     | 70 a 74 | 8     |
| 12    | 65 a 69 | 8     |
| 0     | 60 a 64 | 4     |
| 12    | 55 a 59 | 0     |
| 12    | 50 a 54 | 12    |
| 32    | 45 a 49 | 28    |
| 24    | 40 a 44 | 24    |
| 20    | 35 a 39 | 20    |
| 8     | 30 a 34 | 16    |
| 4     | 25 a 29 | 4     |
| 8     | 20 a 24 | 4     |
| 28    | 15 a 19 | 24    |
| 28    | 10 a 14 | 28    |
| 4     | 5 a 9   | 12    |
| 24    | 0 a 4   | 8     |

## Economia
El 2007 la població en edat de treballar era de 315 persones, 253 eren actives i 62 eren inactives. De les 253 persones actives 238 estaven ocupades (131 homes i 107 dones) i 15 estaven aturades (5 homes i 10 dones). De les 62 persones inactives 21 estaven jubilades, 25 estaven estudiant i 16 estaven classificades com a «altres inactius».

### Ingressos
El 2009 a Fierville-Bray hi havia 171 unitats fiscals que integraven 490,5 persones, la mediana anual d'ingressos fiscals per persona era de 19.611 €.

### Activitats econòmiques
Dels 10 establiments que hi havia el 2007, 3 eren d'empreses extractives, 2 d'empreses alimentàries, 2 d'empreses de construcció, 1 d'una empresa de comerç i reparació d'automòbils, 1 d'una empresa de serveis i 1 d'una empresa classificada com a «altres activitats de serveis».
Dels 3 establiments de servei als particulars que hi havia el 2009, 1 era un paleta, 1 lampisteria i 1 saló de bellesa.
L'any 2000 a Fierville-Bray hi havia 10 explotacions agrícoles.

## Poblacions més properes
El següent diagrama mostra les poblacions més properes.